# La sacamos del estadio
La sacamos del estadio es una película de comedia deportiva peruana de 2018 escrita y dirigida por Oswaldo Aldana en su debut como director. Está protagonizada por Emanuel Soriano, Macla Yamada, Bruno Odar, Andrea Luna, Javier Dulzaides, Nicolás Fantinato, Marisela Puicón y José Dammert. Se estrenó el 7 de junio de 2018 en los cines peruanos.

## Sinopsis
Nicolás, un futbolero que sueña con ir al Mundial de Rusia para seguir a su selección de fútbol, que se clasificó después de 36 años. Su motivación es poder llevar a su padre, de quien ha heredado su pasión y que no pudo ver el partido de clasificación.

## Reparto
Los actores que participaron en esta película son:
- Emanuel Soriano
- Macla Yamada
- Nicolás Fantinato
- Marisela Puicón
- Andrea Luna
- Bruno Odar
- Nicolás Argolo
- José Dammert
- Javier Dulzaides
- Georgette Cárdenas
- Gianina Marquina
- Aarón Olazábal